# Liquigas-Doimo 2010
Questa voce raccoglie le informazioni riguardanti la Liquigas-Doimo nelle competizioni ufficiali della stagione 2010.

## Stagione
Avendo licenza da UCI ProTeam, la squadra ciclistica italiana ha diritto di partecipare alle gare del Calendario mondiale UCI 2010, oltre a quelle dei circuiti continentali UCI.

## Organico

### Staff tecnico
TM=Team Manager; DS=Direttore Sportivo.
|  | Naz.              | Ruolo | Sportivo        |  |  |  |
|  | ----------------- | ----- | --------------- |  |  |  |
|  | Italia (bandiera) | TM    | Roberto Amadio  |  |  |  |
|  | Italia (bandiera) | DS    | Biagio Conte    |  |  |  |
|  | Italia (bandiera) | DS    | Dario Mariuzzo  |  |  |  |
|  | Italia (bandiera) | DS    | Stefano Zanatta |  |  |  |
|  | Italia (bandiera) | DS    | Mario Scirea    |  |  |  |
|  | Italia (bandiera) | DS    | Paolo Slongo    |  |  |  |
|  | Italia (bandiera) | DS    | Alberto Volpi   |  |  |  |

### Rosa
|  | Naz.                   |  | Sportivo             | Anno |  |  |
|  | ---------------------- |  | -------------------- | ---- |  |  |
|  | Italia (bandiera)      |  | Valerio Agnoli       | 1985 |  |  |
|  | Italia (bandiera)      |  | Ivan Basso           | 1977 |  |  |
|  | Italia (bandiera)      |  | Francesco Bellotti   | 1979 |  |  |
|  | Italia (bandiera)      |  | Daniele Bennati      | 1980 |  |  |
|  | Polonia (bandiera)     |  | Maciej Bodnar        | 1985 |  |  |
|  | Italia (bandiera)      |  | Francesco Chicchi    | 1980 |  |  |
|  | Italia (bandiera)      |  | Davide Cimolai       | 1989 |  |  |
|  | Italia (bandiera)      |  | Tiziano Dall'Antonia | 1983 |  |  |
|  | Italia (bandiera)      |  | Mauro Finetto        | 1985 |  |  |
|  | Italia (bandiera)      |  | Jacopo Guarnieri     | 1987 |  |  |
|  | Croazia (bandiera)     |  | Robert Kišerlovski   | 1986 |  |  |
|  | Slovenia (bandiera)    |  | Kristjan Koren       | 1986 |  |  |
|  | Rep. Ceca (bandiera)   |  | Roman Kreuziger      | 1986 |  |  |
|  | Bielorussia (bandiera) |  | Aljaksandr Kučynski  | 1979 |  |  |
|  | Italia (bandiera)      |  | Vincenzo Nibali      | 1984 |  |  |
|  | Italia (bandiera)      |  | Daniel Oss           | 1987 |  |  |
|  | Polonia (bandiera)     |  | Maciej Paterski      | 1986 |  |  |
|  | Italia (bandiera)      |  | Franco Pellizotti    | 1978 |  |  |
|  | Italia (bandiera)      |  | Manuel Quinziato     | 1979 |  |  |
|  | Italia (bandiera)      |  | Fabio Sabatini       | 1985 |  |  |
|  | Slovacchia (bandiera)  |  | Juraj Sagan          | 1988 |  |  |
|  | Slovacchia (bandiera)  |  | Peter Sagan          | 1990 |  |  |
|  | Italia (bandiera)      |  | Ivan Santaromita     | 1984 |  |  |
|  | Polonia (bandiera)     |  | Sylvester Szmyd      | 1978 |  |  |
|  | Danimarca (bandiera)   |  | Brian Bach Vandborg  | 1981 |  |  |
|  | Italia (bandiera)      |  | Alessandro Vanotti   | 1980 |  |  |
|  | Italia (bandiera)      |  | Elia Viviani         | 1989 |  |  |
|  | Belgio (bandiera)      |  | Frederik Willems     | 1979 |  |  |
|  | Svizzera (bandiera)    |  | Oliver Zaugg         | 1981 |  |  |

## Ciclomercato
| Francesco Bellotti   | Barloworld         |
| Davide Cimolai       | Marchiol (neo pro) |
| Tiziano Dall'Antonia | CSF Group          |
| Mauro Finetto        | CSF Group          |
| Robert Kišerlovski   | Fuji-Servetto      |
| Kristijan Koren      | Bottoli (neo pro)  |
| Maciej Paterski      | Marchiol (neo pro) |
| Juraj Sagan          | Dukla Trenčín      |
| Peter Sagan          | Dukla Trenčín      |
| Elia Viviani         | Marchiol (neo pro) |

| Kjell Carlström     | Sky               |
| Claudio Corioni     | De Rosa           |
| Gianni Da Ros       | sospeso           |
| Murilo Fischer      | Garmin            |
| Enrico Franzoi      | BKCP-Powerplus    |
| Vladimir Miholjević | Acqua & Sapone    |
| Andrea Noè          | Ceramica Flaminia |
| Gorazd Štangelj     | Astana            |

## Palmarès

### Corse a tappe

#### ProTour
- Tirreno-Adriatico

3ª tappa (Daniele Bennati)
- Paris-Nice

3ª tappa (Peter Sagan)
5ª tappa (Peter Sagan)
Classifica a punti (Peter Sagan)
- Giro d'Italia

4ª tappa (cronosquadre)
14ª tappa (Vincenzo Nibali)
15ª tappa (Ivan Basso)
Classifica generale (Ivan Basso)
Squadre a tempi
Squadre a punti
- Tour de Romandie

1ª tappa (Peter Sagan)
- Tour de Pologne

1ª tappa (Jacopo Guarnieri)
- Vuelta a España

Classifica generale (Vincenzo Nibali)
Classifica combinata (Vincenzo Nibali)

#### Continental
- Tour de San Luis

1ª tappa (Francesco Chicchi)
4ª tappa (Vincenzo Nibali)
Classifica generale (Vincenzo Nibali)
- Tour of Qatar

4ª tappa (Francesco Chicchi)
6ª tappa (Francesco Chicchi)
- Tour of Oman

2ª tappa (Daniele Bennati)
- Giro di Sardegna

2ª tappa (Roman Kreuziger)
Classifica generale (Roman Kreuziger)
- Settimana Internazionale di Coppi e Bartali

1ª tappa, 1ª semitappa (Francesco Chicchi)
1ª tappa, 2ª semitappa (cronosquadre)
Classifica generale (Ivan Santaromita)
- Presidential Cycling Tour of Turkey

7ª tappa (Elia Viviani)
- Tour of California

4ª tappa (Francesco Chicchi)
5ª tappa (Peter Sagan)
6ª tappa (Peter Sagan)
- Giro di Slovenia

3ª tappa (Vincenzo Nibali)
4ª tappa (Francesco Chicchi)
Classifica generale (Vincenzo Nibali)
- Circuit Franco-Belge

2ª tappa (Jacopo Guarnieri)

### Corse in linea

#### Continental
- Giro dell'Appennino (Robert Kiserlovski)
- Gran Premio Industria Commercio Artigianato Carnaghese (Ivan Basso)
- Gran Premio Città di Camaiore (Kristijan Koren)
- Trofeo Melinda (Vincenzo Nibali)
- Giro del Veneto (Daniel Oss)
- Gran Premio Città di Modena-Memorial Viviana Manservisi (Francesco Chicchi)
- Memorial Marco Pantani (Elia Viviani)
- Giro di Toscana (Daniele Bennati)
- Mémorial Frank Vandenbroucke (Elia Viviani)

### Campionati nazionali
Strada
- Campionati bielorussi: 1

In linea (Aljaksandr Kučynski)

## Classifiche UCI

### Calendario mondiale UCI
Individuale
Piazzamenti dei corridori della Liquigas-Doimo nella classifica individuale del Calendario mondiale UCI 2010.
| Pos. | Ciclista             | Punti |
| ---- | -------------------- | ----- |
| 6    | Vincenzo Nibali      | 390   |
| 21   | Ivan Basso           | 206   |
| 23   | Roman Kreuziger      | 196   |
| 44   | Peter Sagan          | 111   |
| 56   | Daniele Bennati      | 93    |
| 90   | Sylwester Szmyd      | 48    |
| 101  | Robert Kišerlovski   | 38    |
| 108  | Daniel Oss           | 32    |
| 153  | Fabio Sabatini       | 12    |
| 197  | Jacopo Guarnieri     | 6     |
| 217  | Tiziano Dall'Antonia | 4     |
| 228  | Mauro Finetto        | 3     |
| 249  | Oliver Zaugg         | 1     |
| 255  | Manuel Quinziato     | 1     |
| 267  | Alessandro Vanotti   | 1     |
| 271  | Elia Viviani         | 1     |
| 277  | Francesco Chicchi    | 1     |

Squadra
La Liquigas-Doimo ha chiuso in seconda posizione con 996 punti.